# Guslar

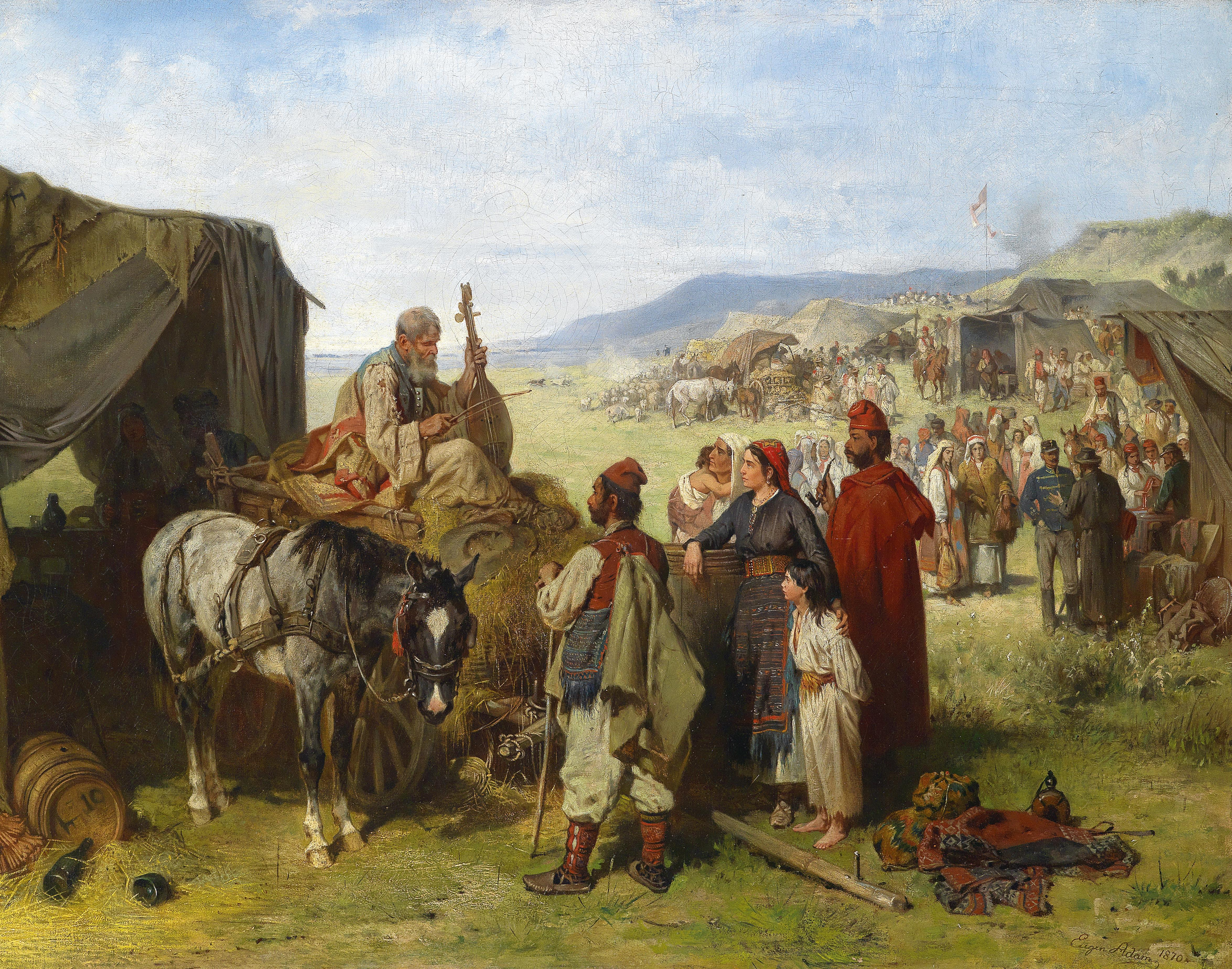
Ein Guslar in einem „Feldlager in Dalmatien“ (Gemälde von Eugen Adam, 1870)

Ein Guslar (albanisch: Lahutar) ist ein epischer Sänger der südosteuropäischen Bergwelt. Der Guslar singt Heldenlieder und begleitet sich dabei selbst auf seiner Gusla.
Er ist ein Improvisator und produktiver Künstler, der über ein gegebenes Thema unter Achtung überlieferter Formen und mittels einer Gesangs- und Vortragstechnik ein Werk erschafft. Der Guslar ist dafür besonders befähigt und geschult und deshalb kein Volksliedsänger. Im Wesentlichen unterscheidet er sich von diesem in der Fähigkeit, immer wieder neu zu gestalten. Seine Darbietungen können nie volksläufig werden, denn man kann sie nicht in der dargebotenen Form übernehmen.
Seine Heldenlieder dienen keinem unterhaltenden Zweck, wie z. B. Liebes- und Tanzlieder, sondern sie sind für die Wahrung der Tradition und Sitte verantwortlich. Er war daher innerhalb seiner Gemeinschaft und Welt neben dem Krieger und dem Sippenältesten die bedeutendste Persönlichkeit.
Zum Verständnis dieser hohen Stellung dient ein Beispiel aus der Literatur:
Höre nicht auf die Lügen in den Schulbüchern, sondern beachte und beherzige, was unsere Guslen erzählen.

Ich höre, wie das Nußlaub rauscht. Es duftet immer gleich, in alle Ewigkeit. Kann es denn etwas anderes als rauschen und duften? So ist auch das Volk, ewig das gleiche!

Amen, mein Sohn, lebe im Frieden Gottes, aber wenn dir jemand nahetritt, setze dich zur Wehr!
Der ursprüngliche Guslar konnte oft weder lesen noch schreiben und erlernte die Heldenlieder oft vom Vater und Großvater.

## Herkunft

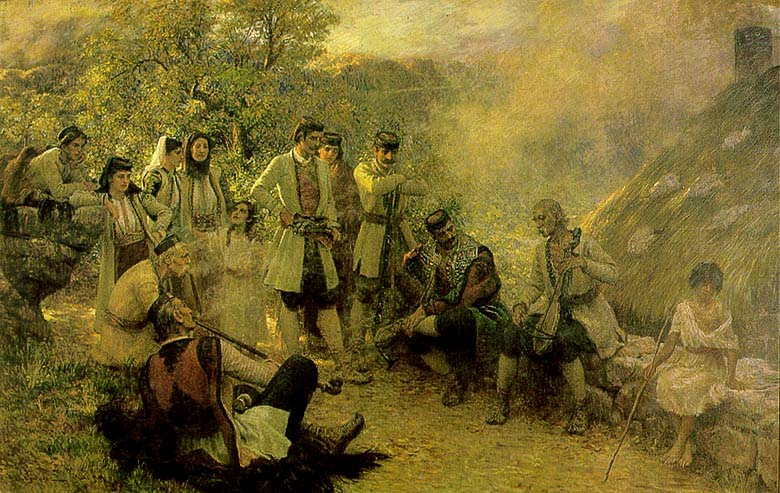
Guslar (Gemälde von Vlaho Bukovac)

Guslare sind mit der Entstehung des gegenwärtigen Heldengesangs in der zweiten Hälfte des 14. Jahrhunderts verbunden. Durch die Niederlagen der Balkanvölker und die folgende Fremdherrschaft durch die Osmanen suchte das unterdrückte einfache Volk seine Hoffnung und seinen Mut mit Heldenliedern zu stärken und den Freiheitskampf wachzuhalten. Der Guslar hat seine Parallele im zentralasiatischen Ozan, einem vorislamischen Heldensänger und Schamanen, aus dem im Osmanischen Reich der bis heute sich auf der Langhalslaute Saz begleitende türkische Aşık wurde.
Die ursprünglichen Guslare waren Bergräuber und Geächtete, die das Joch der Osmanen nicht ertragen konnten und in die Berge und Wälder flüchteten. Von dort aus führten sie einen ständigen Kampf gegen die staatliche Ordnung der Fremdherrschaft. Zu diesen Freischärlern, in den südosteuropäischen Sprachen Hajduken genannt, gesellten sich auch die Uskoken. Neben der Waffe war die Gusla ein heiliges Symbol des Freiheitskampfes.

## Arten
Es gibt im Wesentlichen drei Arten:
1. Der künstlerisch und national bedeutendste ist der Guslar, der nicht nur innerhalb seiner engeren Gemeinschaft bedeutend ist, sondern durch seine Kunst und Propaganda politische Erfolge für sein gesamtes Volk erreicht. So gab es zu Propagandazwecken Guslare bei den serbischen Regimentern des Ersten Weltkriegs, die dort den Kampfgeist heben sollten.
2. Weiterhin gibt es den Guslar, der seine Kunst als Gewerbe betreibt und mit dem mitteleuropäischen Spielmann des Mittelalters gleichzusetzen ist. Er bietet seine Kunst gegen Entgelt an und verfasst dafür Lobpreisungen in Form von Heldenliedern.
3. Die sozial am schlechtesten gestellte Art ist der blinde und bettelnde Guslar. Diesen letzten und ärmsten unter den Guslaren verdankte man in manchen Gegenden überhaupt die Kenntnisse des alten Heldengesangs. Er ist heute auf dem Balkan ausgestorben.[5]

## Bekannte Guslare
- Filip Višnjić (1767–1834)
- Avdo Međedović (um 1875–1953)

### Belletristik
- Mile Budak: Grgicas Gusle. Original als: Grgićine gusle (1930). In: Novellen. Hrvatski Izdavalački Bibliografski Zavod, Zagreb 1942, S. 27–61.
- Josef Friedrich Perkonig: Der Guslaspieler. Reclam, Leipzig 1943.

### Wissenschaftliche Literatur
- Curt Sachs: Handbuch der Musikinstrumentenkunde. Breitkopf & Härtel, Leipzig 1920.
- Walther Wünsch: Heldensänger in Südosteuropa. Hrsg.: Institut für Lautforschungen an der Universität Berlin. Otto Harrassowitz, Leipzig 1937.